# Abramelin
Abramelin byla australská death metalová kapela, která byla založena roku 1988 v Melbourne kytaristou Davidem Abbottem pod původním názvem Acheron. V roce 1994 se přejmenovala na Abramelin, aby nedocházelo k záměně s americkou death/black metalovou skupinou Acheron.
Zanikla v roce 2002.

## Diskografie

### Dema
- Eternal Suffering (1990) – pod názvem kapely Acheron
- Promo 1992 (1992) – pod názvem kapely Acheron

### Studiová alba
- Abramelin (1995)
- Deadspeak (2000)

### EP
- Deprived of Afterlife (1991) – pod názvem kapely Acheron
- Transgression from Acheron (1994)

### Kompilace
- Transgressing the Afterlife - The Complete Recordings 1988–2002 (2013)[2]

## Sestava
Poslední známá
- Simon Dower - vokály
- Tim Aldridge - kytara
- Grant Karajic - baskytara
- Matt Wilcock - kytara
- Lance Lembrin - bicí